# Nazistowska grabież dóbr kultury
Nazistowska grabież dóbr kultury – określenie rabunku dóbr kultury przez nazistowskie Niemcy w okresie II wojny światowej. Charakterystyczną cechą tego procederu jest fakt, że rabunek ten był prowadzony w sposób systematyczny, przez instytucje III Rzeszy (Einsatzstab Reichsleiter Rosenberg, Führermuseum, Kunstschutz).
Proces rabunku dóbr kultury przez państwo niemieckie i osoby prywatne występujące w jego imieniu trwał od agresji III Rzeszy na Polskę do bezwarunkowej kapitulacji Niemiec 8 maja 1945. Grabież miała miejsce na terytoriach Niemiec (na przykład rekwizycje z muzeów), włączonych do Niemiec lub okupowanych przez Niemcy. Znacząca część dzieł zrabowanych pochodziła z muzeów polskich i radzieckich.
Rabunek miał wzbogacić niemieckie kolekcje (państwowe i prywatne) oraz zamierzano zniszczyć pewne dobra kultury sprzeczne z ideologią nazistowską (zobacz sztuka wynaturzona).
Część dóbr kultury jest uznana za zaginione (zrabowane) i trwają wysiłki mające na celu ich odzyskanie.